# Ортостатична гіпотензія
Ортостатична гіпотензія, також відома як постуральна гіпотензія (інколи ортостатичний колапс, ортостазис (ортостаз)) — це медичний стан, при якому артеріальний тиск людини знижується, коли вона встає або сідає. Первинну ортостатичну гіпертензію також часто називають нейрогенною ортостатичною гіпотензією. Зниження артеріального тиску може бути раптовим (вазовагальна ортостатична гіпотензія), впродовж трьох хвилин (класична ортостатична гіпотензія) або поступовим (відтермінована ортостатична гіпотензія). Це визначається як падіння систолічного артеріального тиску щонайменше на 20 мм рт. ст. або діастолічного артеріального тиску щонайменше 10 мм рт. ст. після трьох хвилин стояння. Це відбувається переважно через уповільнене (або відсутність) звуження кровоносних судин нижньої частини тіла, яке зазвичай необхідно для підтримки адекватного артеріального тиску під час зміни положення на вертикально стоячи. У результаті кров довше накопичується в кровоносних судинах ніг і менше повертається до серця, що призводить до зниження серцевого викиду та недостатнього кровопостачання мозку.
Дуже помірна епізодична ортостатична гіпотензія є поширеною та може короткочасно виникнути у будь-кого, хоч вона поширена серед людей похилого віку та людей з відомим низьким артеріальним тиском. Різкі падіння артеріального тиску можуть призвести до непритомності з можливістю травми. Помірні падіння артеріального тиску можуть спричинити сплутаність свідомості/неуважність, делірій та епізоди атаксії. Хронічна ортостатична гіпотензія пов'язана з церебральною гіпоперфузією, що може прискорити патофізіологію деменції. Невідомо, чи є це причинним фактором деменції.
Численні можливі причини ортостатичної гіпотензії включають певні ліки (наприклад, альфа-блокатори), вегетативну нейропатію, зменшення об'єму крові, множинну системну атрофію та вікову жорсткість кровоносних судин.
Окрім усунення основної причини, ортостатичну гіпотензію можна лікувати за допомогою рекомендацій щодо збільшення споживання солі та води (щоб збільшити об'єм крові), носіння компресійних панчіх, а іноді й медикаментів (флудрокортизону, мідодрину тощо). Сольове навантаження (різке збільшення споживання солі) повинно проходити під наглядом лікаря, оскільки це може спричинити серйозні неврологічні проблеми, якщо робити це занадто інтенсивно.

## Ознаки та симптоми
Ортостатична гіпотензія характеризується симптомами, які виникають після підняття в положення стоячи вертикально (з попередньої позиції лежачи або сидячи), особливо коли це відбувається швидко. Багато повідомляють про запаморочення (відчуття, що людина може ось-ось знепритомніти), іноді про серйозні ризики пов'язані з падінням, (наприклад, реальна непритомність). При хронічній ортостатичній гіпотензії стан і його наслідки можуть погіршуватися, навіть якщо непритомність і багато інших симптомів стають менш частими. Також може спостерігатися загальна слабкість або втома. Деякі також повідомляють про труднощі зосередження, затуманений зір, тремтіння, запаморочення, занепокоєння, серцебиття (усвідомлення серцебиття), нестабільність, відчуття поту або липкості, а іноді нудоту. Людина може виглядати блідо. Деякі люди можуть відчувати сплутаність свідомості або сильну втому, що є єдиними симптомами ортостатичної гіпотензії. Хронічна тяжка ортостатична гіпотензія може проявлятися у вигляді коливання когнітивних функцій/ марення .  схильні до ортостатичної гіпотензії.

### Супутні захворювання
Розлад може бути пов'язаний із хворобою Аддісона, атеросклерозом (накопиченням жирових відкладень в артеріях), діабетом, феохромоцитомою, порфірією та певними неврологічними розладами, включаючи аутоімунну вегетативну гангліонопатію, множинну системну атрофію та інші форми дисавтономії. Це також пов'язано з синдромом Елерса-Данлоса та нервовою анорексією. Він також присутній у багатьох пацієнтів із хворобою Паркінсона або деменцією з тільцями Леві внаслідок симпатичної денервації серця або як побічний ефект дофаміноміметичної терапії. Це рідко призводить до непритомності, якщо тільки у людини не розвинулася справжня вегетативна недостатність або не пов'язана з цим проблема з серцем. 
Інше захворювання, дефіцит бета-гідроксилази дофаміну, також вважається недостатньо діагностованим, спричиняє втрату симпатичної норадренергічної функції та характеризується низьким або надзвичайно низьким рівнем норадреналіну, але надлишком дофаміну.
У хворих квадриплегіямим і параплегіями також можуть спостерігатися ці симптоми через неспроможність кількох систем підтримувати нормальний артеріальний тиск і кровотік у верхній частині тіла. 

## Причини
Деякі причини ортостатичної гіпотензії включають нейродегенеративні розлади, низький об'єм крові (наприклад, спричинений зневодненням, кровотечею або застосуванням діуретиків), ліки, що спричиняють розширення судин, інші типи ліків (зокрема, наркотики та марихуана), припинення приймання судинозвужувальних засобів, тривале перебування в ліжку, спокій (нерухомість), значна нещодавня втрата ваги, анемія, дефіцит вітаміну B12 або нещодавня баріатрична операція.

### Ліки

Тетрагідроканабінол

Ортостатична гіпотензія може бути побічним ефектом деяких антидепресантів, таких як трициклічні або інгібітори моноаміноксидази (МАО). Марихуана і тетрагідроканабінол іноді можуть викликати виражену ортостатичну гіпотензію. Алкоголь може потенціювати ортостатичну гіпотензію аж до непритомності. Ортостатична гіпотензія також може бути побічним ефектом альфа-1-блокаторів (альфа1 адреноблокаторів). Альфа1 блокатори пригнічують вазоконстрикцію, яка зазвичай ініціюється барорецепторним рефлексом після постуральної зміни та подальшого падіння тиску. Інші антигіпертензивні препарати також можуть спричинити ортостатичну гіпотензію, на додаток до антихолінергічних, дофамінергічних препаратів, опіатів і психотропних препаратів .

### Інші фактори
До ортостатичної гіпотензії схильні люди похилого віку, породіллі та ті, хто дотримується ліжкового режиму. У людей з нервовою анорексією та булімією часто розвивається ортостатична гіпотензія як поширений побічний ефект. Вживання алкоголю також може призвести до ортостатичної гіпотензії через його зневоднювальний ефект. 

## Механізм
Ортостатична гіпотензія виникає, коли сила тяжіння спричиняє скупчення крові в нижніх кінцівках, що, у свою чергу, ускладнює венозне повернення, що призводить до зниження серцевого викиду та подальшого зниження артеріального тиску. Наприклад, при переході з положення лежачи на стояння втрачається близько 700 мл крові з грудної клітки, при цьому знижується систолічний і діастолічний артеріальний тиск. Загальним ефектом є недостатня перфузія крові у верхній частині тіла. 
У нормі серія серцевих, судинних, неврологічних, м'язових і нейрогуморальних реакцій відбувається швидко, тому артеріальний тиск не сильно падає. Однією з реакцій є вазоконстрикція (барорецепторний рефлекс), що знову пригнічує кров до тіла. (Часто цей механізм перебільшують, тому діастолічний артеріальний тиск трохи вищий, коли людина стоїть, порівняно з людиною в горизонтальному положенні). Тому потрібен певний фактор, який пригнічує одну з цих реакцій і спричиняє більш значне падіння артеріального тиску. До таких факторів належать низький об'єм крові, хвороби та ліки. 

## Діагностика
Ортостатичну гіпотензію можна підтвердити, вимірявши артеріальний тиск людини після того, як вона полежала протягом 5 хвилин, потім через 1 хвилину після стояння та через 3 хвилини після стояння. Ортостатична гіпотензія визначається як падіння систолічного артеріального тиску щонайменше на 20 мм рт. ст. або діастолічного артеріального тиску щонайменше на 10 мм рт. ст. між показаннями лежачи та вертикально. Крім того, слід виміряти частоту серцевих скорочень для обох положень. Значне збільшення частоти серцевих скорочень від лежачого до стоячого може вказувати на компенсаторне зусилля серця для підтримки серцевого викиду. Споріднений синдром, синдром постуральної ортостатичної тахікардії (POTS), діагностується, коли частота серцевих скорочень прискорюється принаймні на 30 ударів за хвилину з незначною зміною артеріального тиску або без нього. Також може бути проведений Tilt table test.

### Визначення
Ортостатична гіпотензія (або постуральна гіпотензія) — це падіння артеріального тиску під час стояння. Одне визначення (AAFP) передбачає зниження систолічного артеріального тиску щонайменше на 20 мм рт.ст. або зниження діастолічного артеріального тиску щонайменше на 10 мм рт.ст. впродовж 3 хвилин стояння. Поширеним першим симптомом є запаморочення під час стояння, за яким, можливо, слідують більш серйозні симптоми: звуження або втрата зору, запаморочення, слабкість і навіть синкопе (непритомність). 

### Підкатегорії
Ортостатичну гіпотензію можна розділити на три групи: початкову, класичну та відстрочену.
Початкова ортостатична гіпотензія часто характеризується зниженням систолічного артеріального тиску на ≥40 мм рт.ст. або зниженням діастолічного артеріального тиску на ≥20 мм рт.ст. протягом 15 секунд стояння. Потім артеріальний тиск спонтанно та швидко повертається до норми, тому період гіпотензії та симптомів короткий (<30 с). Тільки безперервне вимірювання АТ під час активного вставання може задокументувати цей стан.
Класична ортостатична гіпотензія часто характеризується зниженням систолічного артеріального тиску на ≥20 мм рт.ст. або зниженням діастолічного артеріального тиску на ≥10 мм рт.ст. між 30 секундами та 3 хвилинами стояння.
Відтермінована ортостатична гіпотензія часто характеризується стійким зниженням систолічного артеріального тиску на ≥20 мм рт.ст. або стійке зниження діастолічного артеріального тиску ≥10 мм рт. ст. понад 3 хвилини стоячи або вертикально нахиленого столу.

## Управління

### Зміна способу життя
Окрім лікування основних оборотних причин (наприклад, припинення або зменшення прийому певних ліків, лікування аутоімунних причин), кілька заходів можуть полегшити симптоми ортостатичної гіпотензії та запобігти епізодам синкопе (непритомності). Навіть незначного підвищення артеріального тиску може бути достатньо, щоб підтримувати приплив крові до мозку під час стояння.
У пацієнтів з дисавтономією, які не мають діагнозу високого кров'яного тиску, вживання 2–3 літрів рідини на день і вживання 10 г солі може полегшити симптоми за рахунок максимального збільшення кількості рідини в крові. Інша стратегія полягає в тому, щоб узголів'я ліжка було трохи піднятим. Це зменшує повернення рідини з кінцівок до нирок вночі, тим самим зменшуючи нічне утворення сечі та підтримуючи рідину в кровообігу. Для поліпшення повернення крові до серця можна використовувати різні заходи; носіння компресійних панчіх і вправи («фізичні протитискні маневри» або PCM) можна виконувати безпосередньо перед вставанням (наприклад, схрещування ніг і присідання).

### Ліки
Ліки мідодрин може принести користь людям з ортостатичною гіпотензією Основним побічним ефектом є пілоерекція («мурашки»). Флудрокортизон також використовується, хоча на основі більш обмежених доказів.
Дроксидопа також виявилася ефективною, повідомлялося про декілька, переважно легких побічних ефектів.
Низка інших заходів має незначні докази на підтримку їх використання — індометацин, флуоксетин, антагоністи дофаміну, метоклопрамід, домперидон, інгібітори моноаміноксидази з тираміном (може викликати важку гіпертензію), оксилофрин, хлорид калію та йохімбін.

### Інше
Доведено, що роботизовані пристрої, такі як медичний пристрій Erigo, допомагають у деяких пацієнтів позбутися від ортостатичної гіпотензії. Ці машини регулюють положення пацієнта від 0 градусів до 90 градусів поступово, дозволяючи артеріальному тиску регулюватися повільніше.

## Прогноз
Ортостатична гіпотензія може спричинити випадкові падіння. Це також пов'язано з підвищеним ризиком серцево-судинних захворювань, серцевої недостатності та інсульту. Крім того, дані спостережень свідчать про те, що ортостатична гіпотензія в середньому віці підвищує ризик можливої деменції та зниження когнітивних функцій.